# Никаноров, Александр Филиппович
Алекса́ндр Фили́ппович Никано́ров (1894, Москва, Российская империя — 27 января 1940, Москва, РСФСР, СССР) — советский государственный и партийный деятель, первый секретарь Архангельского обкома КПСС (1937—1939). Входил в состав особой тройки НКВД СССР, один из организаторов массовых репрессий в Архангельской области в конце 1930-х годов.

## Биография
Родился в крестьянской семье. В августе 1917 года был избран в Московский Совет рабочих депутатов, в 1918 году вступил в РКП(б). В том же году, в составе продотряда был направлен в Поволжье, где был избран секретарём Симбирского горкома партии.
В 1921 году был откомандирован в Коммунистический университет имени Свердлова в Москве. После его окончания в 1924 году, работал в Донбассе в составе пропагандистской группы ЦК ВКП(б).
С 1926 года работал инструктором ЦК ВКП(б), в 1926—1931 годах был слушателем аграрного отделения Института красной профессуры. Затем Никаноров работал в ЦКК-РКИ, был заместителем руководителя сельскохозяйственной группы. С 1933 года — инструктор, заведующий планово-экономическим сектором сельскохозяйственного отдела ЦК ВКП(б).
В 1935—1937 годах, работал в Ленинградском обкоме ВКП(б) на различных должностях: заместителем заведующего сельскохозяйственным отделом, заведующим культурно-просветительной работы, заведующим отделом пропаганды и агитации. 22 октября 1937 года был избран третьим секретарём Ленинградского обкома ВКП(б).
1 ноября 1937 года, в качестве уполномоченного ЦК ВКП(б), прибыл в Архангельск. Планировалось, что он приедет ещё 20 октября, накануне III пленума обкома, где он должен был быть избран в состав Архангельского обкома и его бюро. Но в связи со срочным вызовом 1-го секретаря Архангельского областного комитета ВКП(б) Дмитрия Конторина в Москву, пленум был перенесён на 4-5 ноября. Никаноров, сразу после приезда, активно участвовал в подготовке этого пленума.
4 ноября 1937 года по предложению прибывшего в Архангельск секретаря ЦК ВКП(б) Андрея Андреевича Андреева, на III пленуме областного комитета ВКП(б) был единогласно избран исполняющим обязанности первого секретаря Архангельского обкома партии. После избрания активно руководил чистками в партийных и государственных органах Архангельской области, в результате которых множество партийных и государственных работников было обвинено в халатности или шпионаже и предано суду.
12 ноября 1937 года на пленуме Архангельского городского комитета ВКП(б) был одновременно избран и первым секретарём городского комитета ВКП(б).
12 декабря 1937 года был избран депутатом Верховного Совета СССР первого созыва от Архангельского городского округа. Являлся членом Бюджетной Комиссии Совета Союза при Верховном Совете СССР.
20 июля 1938 года, после утверждения нового состава Архангельского областного комитета ВКП(б), был избран его первым секретарём.
Освобождён с поста первого секретаря Архангельского обкома партии 26 февраля 1939 года, по результатам решения ЦК ВКП(б) от 21 февраля 1939 года «за неудовлетворительное руководство лесозаготовками». Проходившие в те дни пленум Архангельского обкома партии и областная партконференция утвердили это решение, назвав его «вполне правильным и своевременным».
После освобождения от должности проживал в Архангельске. Был арестован 26 апреля 1939 года, по обвинению в участии в контрреволюционной организации. 26 января 1940 года приговорён Военной коллегией Верховного суда СССР к расстрелу. Приговор был приведён в исполнение на следующий день, 27 января. Похоронен на Донском кладбище Москвы.
10 марта 1956 года, Военная Коллегия Верховного Суда СССР отменила приговор. На заседании КПК ЦК КПСС от 23 июня 1956 года, Александр Филиппович Никаноров был полностью реабилитирован.

## Участие в репрессиях 1937—1939 года

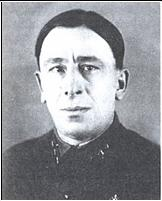
Василий Дементьев — ближайший соратник А.Никанорова в работе по борьбе с «врагами народа» в Архангельской области

Был одним из самых активных организаторов массовых репрессий 1937—1939 годов, в рядах военных, партийных, государственных и хозяйственных деятелей Архангельской области.
Он являлся одним из троих «представителей ЦК ВКП(б)» (двое других — секретарь ЦК ВКП(б) А. А. Андреев и новый начальник УНКВД по Архангельской области, майор госбезопасности В. Ф. Дементьев), направленных в Архангельскую области в октябре-ноябре 1937 года, для осуществления массовых кадровых чисток от «враждебных элементов» и «врагов народа».
Был всегда очень жесток в борьбе с «врагами народа», всегда старался лично вынудить сознаться во вредительстве всех подозреваемых. На пленумах Архангельского обкома партии, по членам которого в наибольшей степени ударила «чистка», он вызывал на трибуну высоких партийных работников области, заставляя их публично отвечать на неудобные вопросы, угрожал им, грубил.
Так например, на одном из пленумов жёсткой критике был подвергнут секретарь Октябрьского райкома ВКП(б) П. М. Шумовский. После вызова Шумовского на трибуну, между ними произошёл следующий диалог (Шумовский впоследствии будет исключён из ВКП(б) как «враг народа» и расстрелян):

Никаноров: Вам вину городской комитет партии предъявляет за бездеятельность в борьбе с врагами народа.

Шумовский: Товарищ Никаноров, мы с мая месяца разных врагов в районном комитете исключили 130 человек. Большинство этих людей арестовано! Конечно, я большую вину несу, что не разоблачил Конторина и других. Я бы всё-таки просил товарищей внимательно подойти ко мне, к рассмотрению вопроса обо мне. Помогите мне, я не пропащий человек, я живой человек, помогите мне конкретно. Ну хорошо, исключат из партии. Но я ведь знаю, что за этим последует!
Никаноров: Когда вы говорите — помогите мне, Вам и помогают! Следите за своими выражениями!
Шумовский: Я так переживаю! Я до последних дней верил почему-то Конторину.
 Никаноров: Вы и на сегодняшний день верите!
 Шумовский: Слепо верил. Сейчас совершенно отказался, меня убедили товарищи. 
Никаноров: Предлагаю вывести товарища Шумовского из состава горкома партии. Кто за? Кто против? Нет таких. Принято единогласно. Товарищ Шумовский, можете удалиться.— из материалов ГАОПДФ АО
В результате проведённых первым секретарём обкома «чисток», из 62 человек входивших в первый состав Архангельского обкома в 1937 году, к началу 1938 года уцелело лишь 10 человек. По всей области были репрессированы сотни людей, партийных и государственных деятелей, работников лесной промышленности, сельского хозяйства. Около 1300 членов Архангельской областной парторганизации были исключены из ВКП(б). К началу 1940-х годов, были уничтожены практически все крупные деятели Архангельской области конца 1930-х годов, в том числе и сам Никаноров.